# 彩宫
28°39′20″N 77°14′37″E / 28.655671°N 77.243544°E
彩宫（Rang Mahal）位于德里红堡。

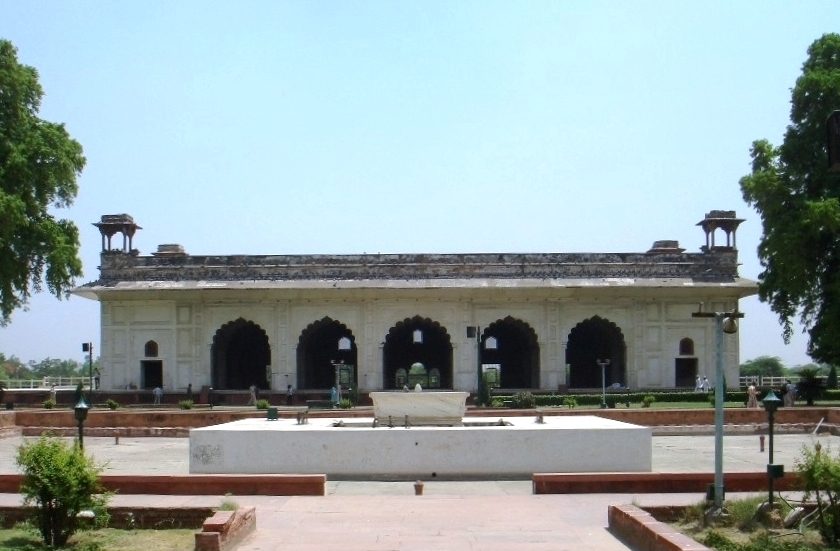
彩宫

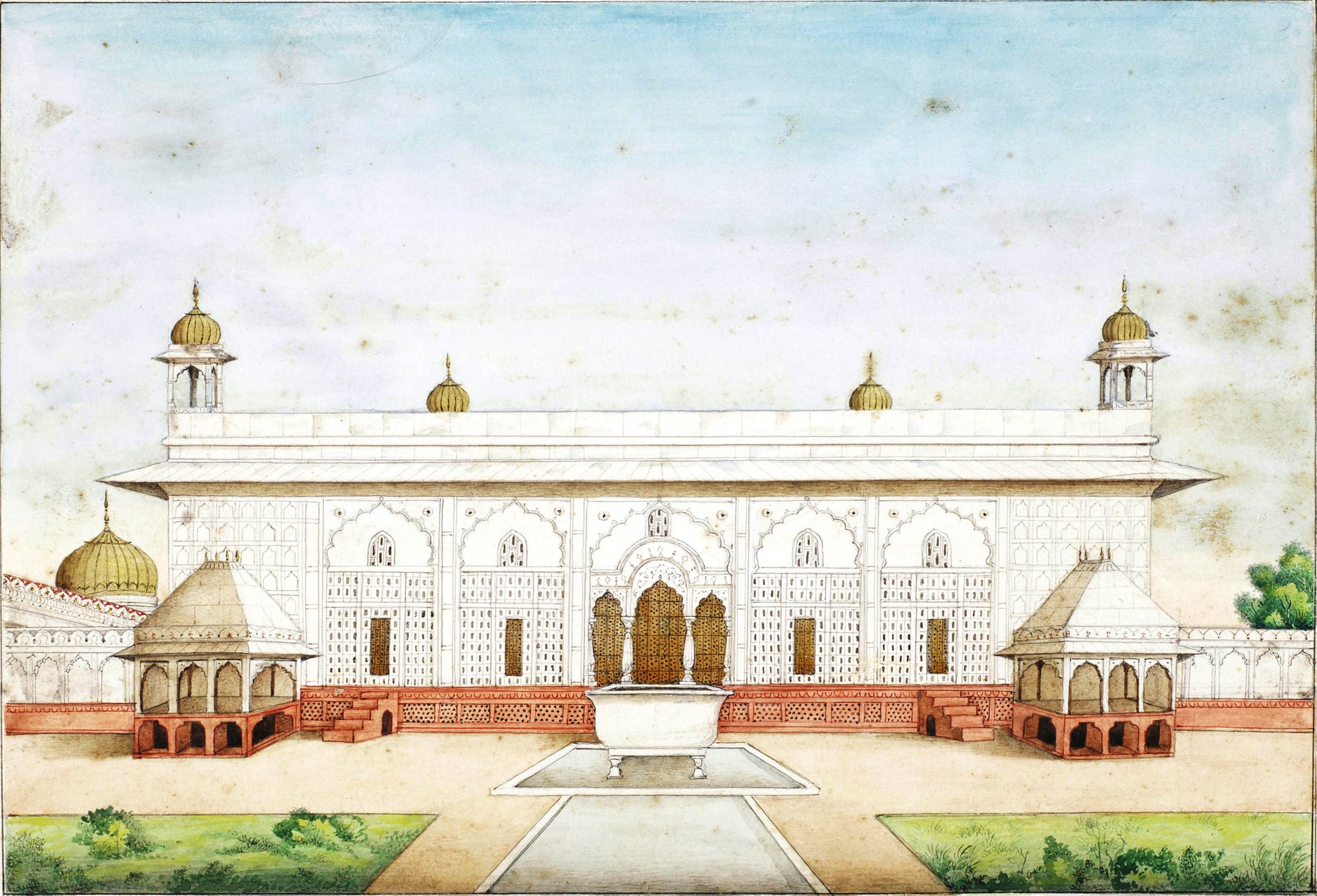
彩宫

它最初是帝国后宫的一部分，在沙贾汉统治时期称为 Palace of Distinction (Imtiaz Mahal) 。1857年英国人占领红堡后，彩宫一度用作食堂。。
建筑的内部原本装饰非常精美豪华。一些房间的天花板由于用一层小玻璃镜覆盖，称为Shish Mahal。 
一条名为"天堂之溪"(Nahr-i-Bihist)的水槽穿过这座大理石宫殿的中心，流入一个在地板上雕刻出的大理石水池中。在彩宫的下面有一个地下室，供妇女们在炎热的夏天使用。 

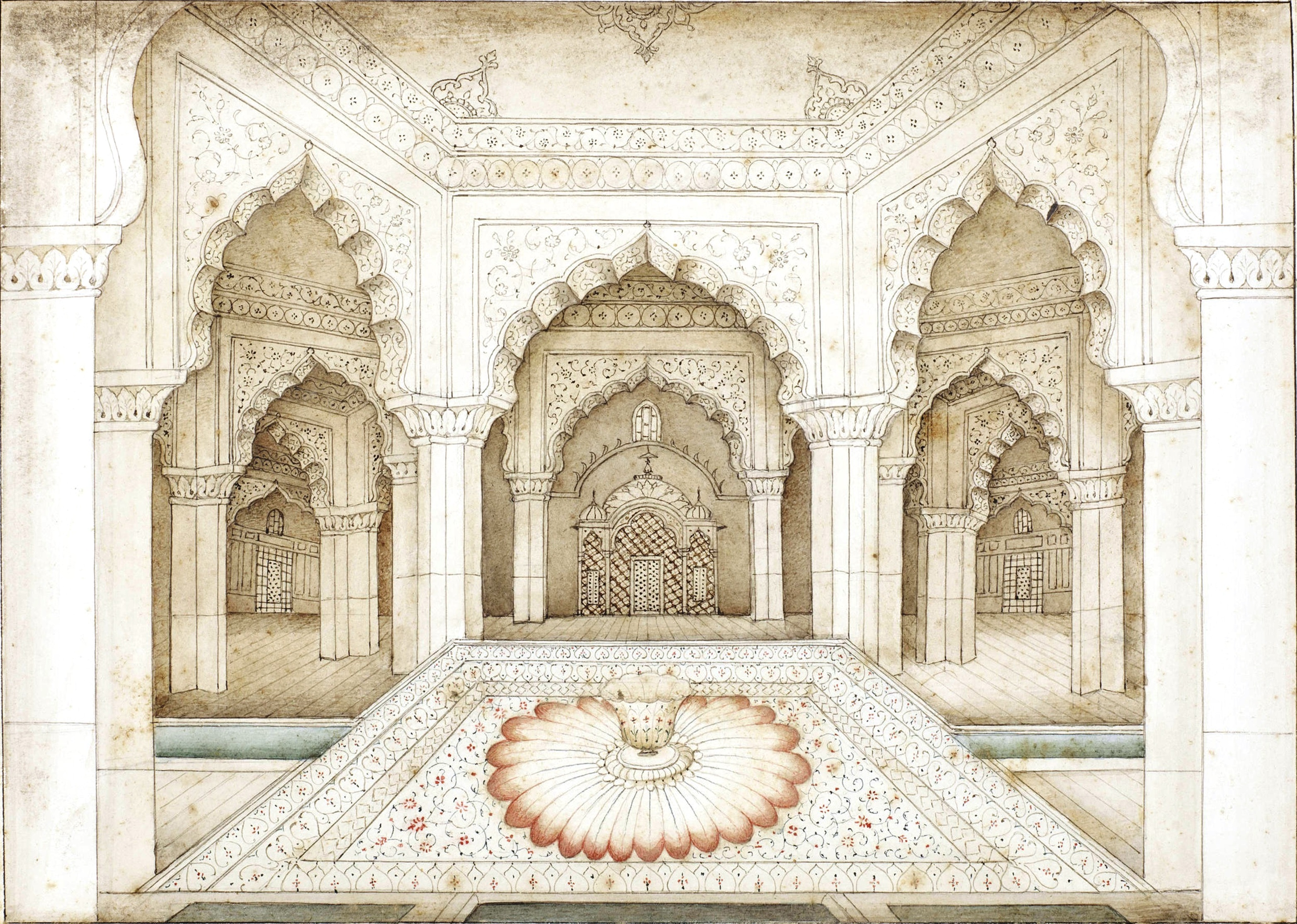
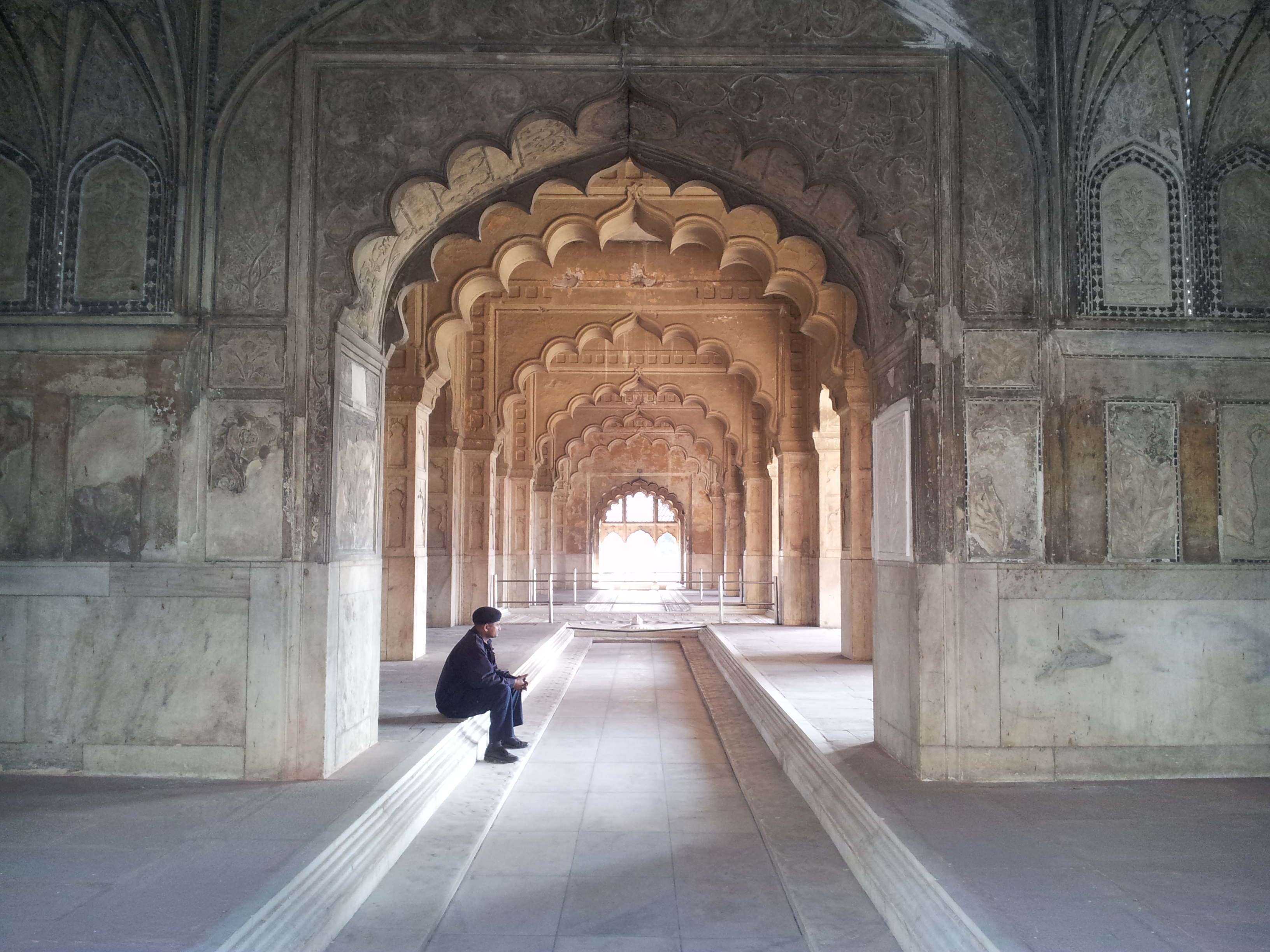
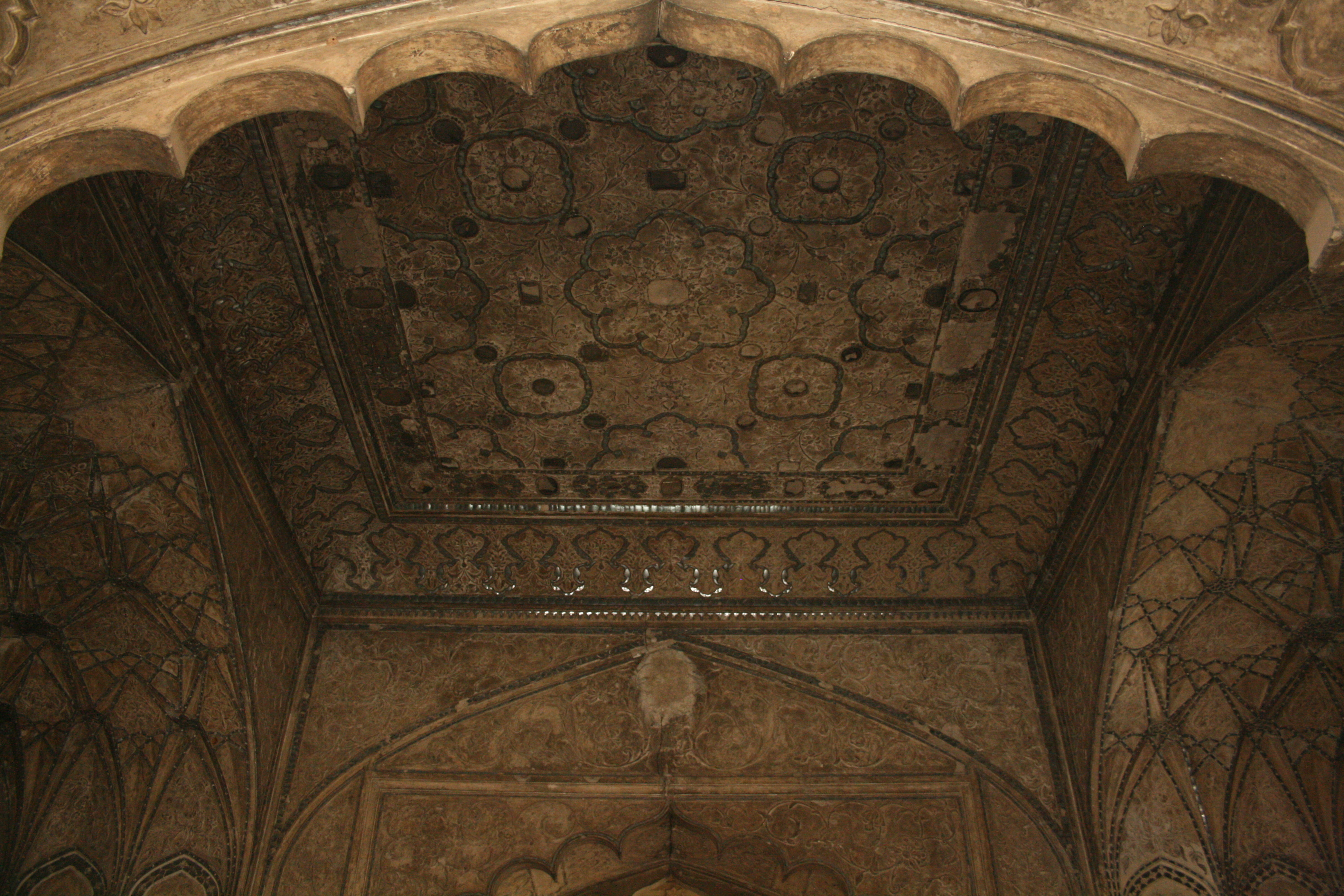
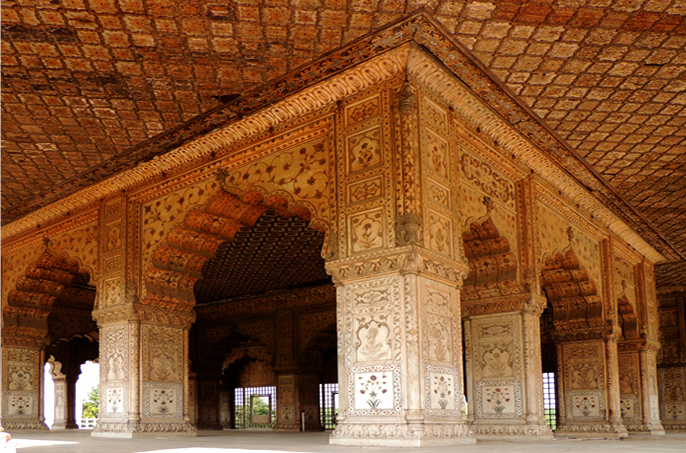
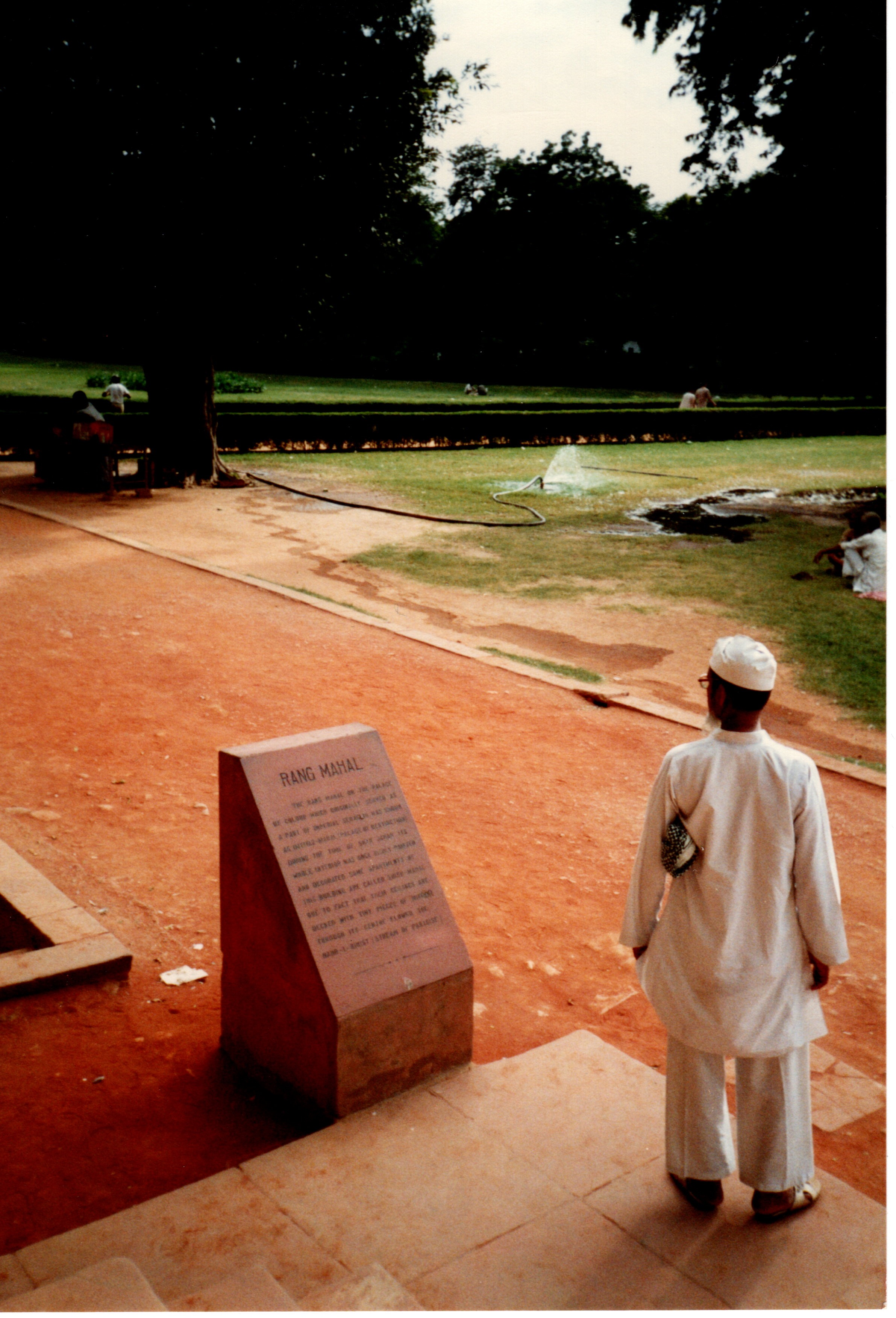